# Bupleurum latissimum
Bupleurum latissimum là một loài thực vật có hoa trong họ Hoa tán. Loài này được Nakai mô tả khoa học đầu tiên năm 1917.